# West Lamma Channel
West Lamma Channel (kinesiska: 西博寮海峽) är ett sund i Hongkong (Kina). Det ligger i den centrala delen av Hongkong.